# Milarepa

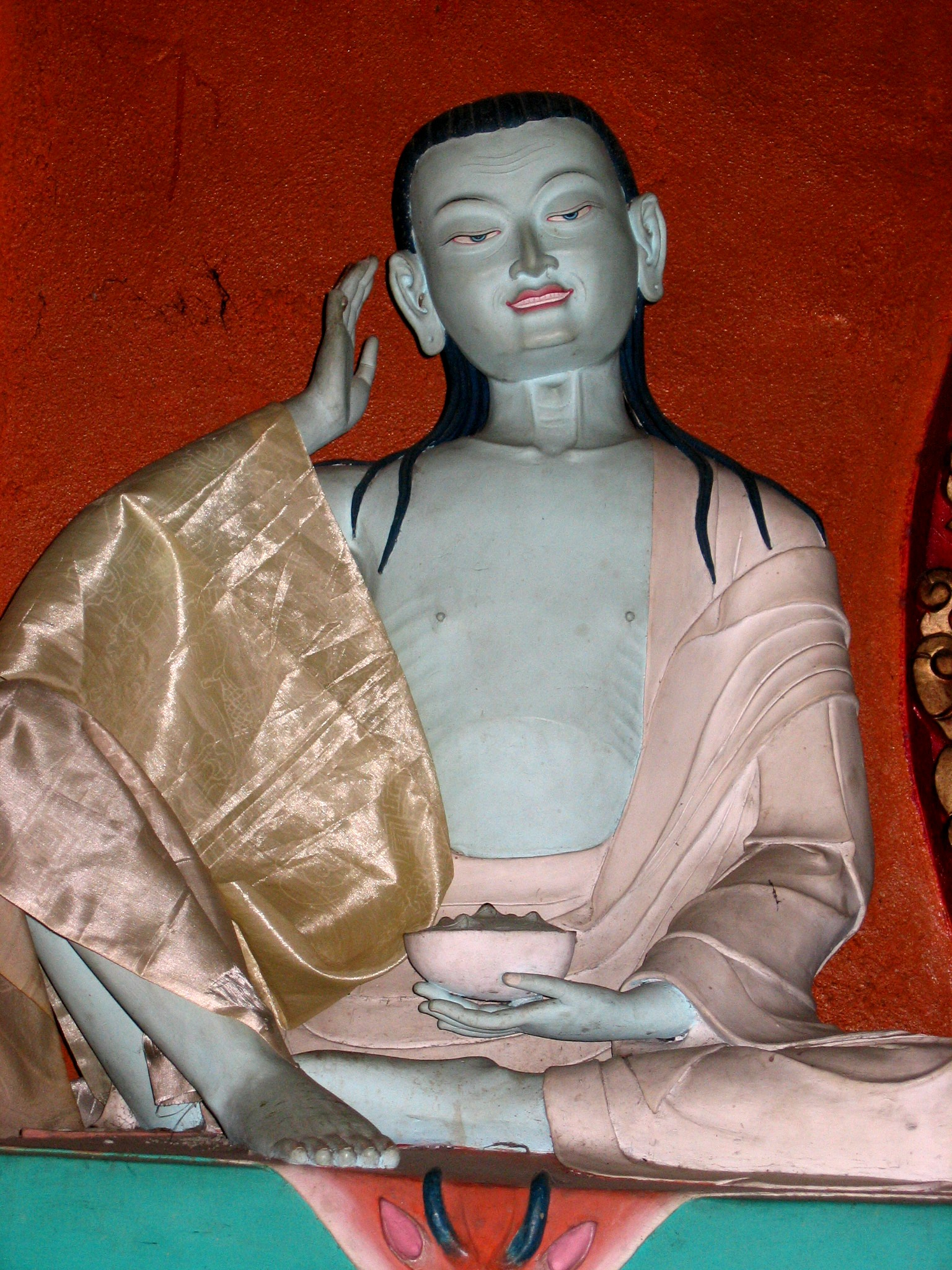
Posąg Milarepy z Gompy Milarepy, znajdującej się w dolinie Halambu, w Nepalu

Milarepa (tyb.: རྗེ་བཙུན་མི་ལ་རས་པ, Wylie: rje-btsun mi-la-ras-pa; 1052–1135 lub 1040–1123) – jeden z najsławniejszych joginów tybetańskich ze szkoły Kagyu, poeta, mistrz Buddyzmu Diamentowej Drogi, uczeń Marpy Tłumacza.

## Historia życia
Milarepa urodził się w bogatej rodzinie. Jego ojciec Mila Szerab Gjalcchan zmarł kiedy Milarepa był jeszcze dzieckiem. Wówczas stryj i ciotka przywłaszczyli sobie majątek, ziemię i dom jego rodziny, a Milarepę wraz z jego matką i siostrą uczynili swoimi niewolnikami. Kiedy Milarepa dorósł i okazało się, że stryj nie zamierza oddać ich własności, matka zmusiła Milarepę (pod groźbą odebrania sobie życia) żeby nauczył się czarnej magii, by pokonać wrogów. Według legendy w wyniku udanych praktyk magicznych zburzył dom przejęty przez stryja i zabił 35 osób. Potem jednak przerażony wizją negatywnej karmy jaką zasiał w umyśle zadając cierpienie wielu ludziom, odszedł w poszukiwaniu mistrza dharmy, który byłby w stanie mu pomóc. Tak właśnie spotkał Marpę.
Czas spędzony z Marpą nie był lekki. Traktował on Milarepę bardzo surowo. Było to niezbędne by oczyścić jego umysł z negatywnych wrażeń. Przez wiele lat kazał mu budować kolejne domy, a następnie burzyć je, odnosząc każdy kamień na swoje miejsce. Ostatnia ośmiopiętrowa wieża zbudowana przez Milarepę do dzisiaj stoi w Tybecie. Kiedy prawie ukończył jej budowę dostał od Marpy pierwsze nauki buddyjskie.
Po tym jak Marpa udzielił mu przekazu praktyk Diamentowej Drogi, za radą mistrza Milarepa udał się na odosobnienie i spędził wiele lat medytując w górskich jaskiniach. Dzięki swojej wytrwałości i zaufaniu do nauczyciela zdołał podobno urzeczywistnić wiele duchowych mocy (siddhi). Słynął ze swych pieśni, w których wyrażał głębokie nauki buddyjskie. Milarepa miał wielu zdolnych uczniów m.in. Gampopę i Reczungpę.

## Film
W 2006 roku został nakręcony film Milarepa o życiu tego tybetańskiego jogina. Premiera polska miała miejsce w 2008 roku. Reżyserem był Neten Chokling. Ponieważ film kończy się w momencie odejścia Milarepy w celu poszukiwania mistrza dharmy, planowana jest druga część, w której bohater dąży do oświecenia.